# Glavinița, Bulgaria
Glavinița (în bulgară Главиница; în trecut, Asfatchioi) este un oraș în comuna Glavinița, regiunea Silistra, Dobrogea de Sud, Bulgaria.
Între anii 1913-1940 a făcut parte din plasa Turtucaia a județului Durostor, România.

## Demografie
Componența etnică a orașului Glavinița
     Romi (6,11%)
     Turci (24,66%)
     Bulgari (55,06%)
     Nicio identificare (14,14%)
La recensământul din 2011, populația orașului Glavinița era de 1.569 locuitori. Din punct de vedere etnic, majoritatea locuitorilor (55,06%) erau bulgari, existând și minorități de turci (24,66%) și romi (6,11%). Pentru 14,14% din locuitori nu este cunoscută apartenența etnică.